# Società Sportiva Barletta 1978-1979
Questa voce raccoglie le informazioni riguardanti la Società Sportiva Barletta nelle competizioni ufficiali della stagione 1978-1979.

## Stagione
La Società Sportiva Barletta non ottiene la salvezza alla fine della stagione per peggior differenza reti nei confronti della Turris, classificandosi al quindicesimo posto.

## Divise
La maglia è biancorossa, con calzoncini bianchi e calzettoni bianchi con risvolto rosso.

## Organigramma societario
Area direttiva
- Presidente: Francesco Francavilla

Area organizzativa
- Segretario: Nicola Stellatelli

Area tecnica
- Allenatore: Francisco Lojacono poi Vincenzo Margiotta
- Allenatore in seconda: Vincenzo Margiotta e Savino Di Paola

Area medica
- Medico sociale: Vito Lattanzio

## Rosa

Formazione della Società Sportiva Barletta 1978-1979

| N. |                   | Ruolo | Calciatore               |
| -- | ----------------- | ----- | ------------------------ |
|    | Italia (bandiera) | P     | Liseo Filadi             |
|    | Italia (bandiera) | P     | Vincenzo Laveneziana     |
|    | Italia (bandiera) | D     | Giovanni Biasio          |
|    | Italia (bandiera) | D     | Pantaleo De Gennaro      |
|    | Italia (bandiera) | D     | Emanuele Di Benedetto    |
|    | Italia (bandiera) | D     | Paolo Ferla              |
|    | Italia (bandiera) | D     | Gianni Guerrato          |
|    | Italia (bandiera) | D     | Vito Iosche              |
|    | Italia (bandiera) | D     | Domenico La Mura         |
|    | Italia (bandiera) | D     | Michele Patat            |
|    | Italia (bandiera) | D     | Domenico Tanzi           |
|    | Italia (bandiera) | C     | Paolo Cariati (capitano) |

| N. |                   | Ruolo | Calciatore         |
| -- | ----------------- | ----- | ------------------ |
|    | Italia (bandiera) | C     | Mario Corsi        |
|    | Italia (bandiera) | C     | Paolo D'Este       |
|    | Italia (bandiera) | C     | Salvatore Diaferio |
|    | Italia (bandiera) | C     | Fausto Inselvini   |
|    | Italia (bandiera) | C     | Dino Lugheri       |
|    | Italia (bandiera) | C     | Franco Merafina    |
|    | Italia (bandiera) | A     | Aldo Gravante      |
|    | Italia (bandiera) | A     | Fabio Marchini     |
|    | Italia (bandiera) | A     | Ivo Perissinotto   |
|    | Italia (bandiera) | A     | Antonio Petrella   |
|    | Italia (bandiera) | A     | Antonio Rondon     |

## Risultati

### Serie C1

#### Girone di andata
| Benevento 1º ottobre 1978 1ª giornata | Benevento | 1 – 2 | Barletta | Stadio Santa Colomba |

| Barletta 8 ottobre 1978 2ª giornata | Barletta | 1 – 1 | Empoli | Stadio Comunale |

| Torre del Greco 15 ottobre 1978 3ª giornata | Turris | 0 – 1 | Barletta | Stadio Amerigo Liguori |

| Barletta 22 ottobre 1978 4ª giornata | Barletta | 0 – 1 | Reggina | Stadio Comunale |

| Salerno 29 ottobre 1978 5ª giornata | Salernitana | 1 – 0 | Barletta | Stadio Donato Vestuti |

| Barletta 5 novembre 1978 6ª giornata | Barletta | 2 – 3 | Matera | Stadio Comunale |

| Barletta 12 novembre 1978 7ª giornata | Barletta | 1 – 0 | Arezzo | Stadio Comunale |

| Livorno 19 novembre 1978 8ª giornata | Livorno           | 1 – 1 | Barletta | Stadio Ardenza\| Arbitro: \| Lussana (Bergamo) \| |
| Arbitro:                             | Lussana (Bergamo) |       |          |                                                   |

| Barletta 26 novembre 1978 9ª giornata | Barletta | 0 – 1 | Chieti | Stadio Comunale |

| Catania 3 dicembre 1978 10ª giornata | Catania | 1 – 0 | Barletta | Stadio Cibali |

| Barletta 10 dicembre 1978 11ª giornata | Barletta | 1 – 1 | Lucchese | Stadio Comunale |

| Teramo 17 dicembre 1978 12ª giornata | Teramo | 2 – 0 | Barletta | Stadio Comunale |

| Barletta 30 dicembre 1978 13ª giornata | Barletta | 0 – 0 | Pisa | Stadio Comunale |

| Latina 7 gennaio 1979 14ª giornata | Latina | 1 – 1 | Barletta | Stadio Comunale |

| Barletta 14 gennaio 1979 15ª giornata            | Barletta  | 1 – 0 referto | Paganese | Stadio Comunale |
| \| \| \| \| \| De Gennaro 65’ \| Marcatori \| \| |           |               |          |                 |
|                                                  |           |               |          |                 |
| De Gennaro 65’                                   | Marcatori |               |          |                 |

| Campobasso 21 gennaio 1979 16ª giornata | Campobasso | 1 – 0 | Barletta | Stadio Giovanni Romagnoli |

| Barletta 28 gennaio 1979 17ª giornata | Barletta | 2 – 1 | Pro Cavese | Stadio Comunale |

#### Girone di ritorno
| Barletta 3 febbraio 1979 18ª giornata | Barletta | 0 – 1 | Benevento | Stadio Comunale |

| Empoli 11 febbraio 1979 19ª giornata | Empoli | 2 – 2 | Barletta | Stadio Carlo Castellani |

| Barletta 18 febbraio 1979 20ª giornata | Barletta | 0 – 0 | Turris | Stadio Comunale |

| Reggio Calabria 25 febbraio 1979 21ª giornata | Reggina | 1 – 0 | Barletta | Stadio Comunale |

| Barletta 4 marzo 1979 22ª giornata | Barletta | 2 – 0 | Salernitana | Stadio Comunale |

| Matera 11 marzo 1979 23ª giornata | Matera | 2 – 0 | Barletta | Stadio XXI Settembre |

| Arezzo 25 marzo 1979 24ª giornata | Arezzo | 1 – 0 | Barletta | Stadio Comunale |

| Barletta 1º aprile 1979 25ª giornata | Barletta     | 2 – 2 | Livorno | Stadio Comunale\| Arbitro: \| Sala (Lecco) \| |
| Arbitro:                             | Sala (Lecco) |       |         |                                               |

| Chieti 8 aprile 1979 26ª giornata | Chieti | 2 – 0 | Barletta | Stadio Guido Angelini |

| Barletta 22 aprile 1979 27ª giornata | Barletta | 2 – 1 | Catania | Stadio Comunale |

| Lucca 29 aprile 1979 28ª giornata | Lucchese | 2 – 1 | Barletta | Stadio Porta Elisa |

| Barletta 6 maggio 1979 29ª giornata | Barletta | 3 – 0 | Teramo | Stadio Comunale |

| Pisa 13 maggio 1979 30ª giornata | Pisa | 1 – 1 | Barletta | Stadio Arena Garibaldi |

| Barletta 20 maggio 1979 31ª giornata                                       | Barletta  | 2 – 1 referto      | Latina | Stadio Comunale |
| \| \| \| \| \| Cariati 1’ Rondon 37’ \| Marcatori \| 81’ Alberto Marini \| |           |                    |        |                 |
|                                                                            |           |                    |        |                 |
| Cariati 1’ Rondon 37’                                                      | Marcatori | 81’ Alberto Marini |        |                 |

| Pagani 27 maggio 1979 32ª giornata | Paganese | 0 – 0 referto | Barletta | Stadio Comunale |

| Barletta 3 giugno 1979 33ª giornata | Barletta | 1 – 0 | Campobasso | Stadio Comunale |

| Cava de' Tirreni 9 giugno 1979 34ª giornata | Pro Cavese | 2 – 2 | Barletta | Stadio Comunale |

### Coppa Italia Semiprofessionisti

#### Girone 23
| Potenza 27 agosto 1978 1ª giornata | Potenza | 0 – 1 | Barletta | Stadio Alfredo Viviani |

| Barletta 30 agosto 1978 2ª giornata | Barletta | 3 – 1 | Matera | Stadio Comunale |

| Barletta 11 settembre 1978 4ª giornata | Barletta | 2 – 1 | Potenza | Stadio Comunale |

| Matera 17 settembre 1978 5ª giornata | Matera | 3 – 0 | Barletta | Stadio XXI Settembre |

## Statistiche

### Statistiche di squadra
| Competizione                    | Punti | In casa | In casa | In casa | In casa | In casa | In casa | In trasferta | In trasferta | In trasferta | In trasferta | In trasferta | In trasferta | Totale | Totale | Totale | Totale | Totale | Totale | DR |
| Competizione                    | Punti | G       | V       | N       | P       | Gf      | Gs      | G            | V            | N            | P            | Gf           | Gs           | G      | V      | N      | P      | Gf     | Gs     | DR |
| ------------------------------- | ----- | ------- | ------- | ------- | ------- | ------- | ------- | ------------ | ------------ | ------------ | ------------ | ------------ | ------------ | ------ | ------ | ------ | ------ | ------ | ------ | -- |
| Serie C1                        | 31    | 17      | 8       | 5       | 4       | 20      | 13      | 17           | 2            | 6            | 9            | 11           | 21           | 34     | 10     | 11     | 13     | 31     | 34     | -3 |
| Coppa Italia Semiprofessionisti | 6     | 2       | 2       | 0       | 0       | 5       | 2       | 2            | 1            | 0            | 1            | 1            | 3            | 4      | 3      | 0      | 1      | 6      | 5      | +1 |
| Totale                          | 37    | 19      | 10      | 5       | 4       | 25      | 15      | 19           | 3            | 6            | 10           | 12           | 24           | 38     | 13     | 11     | 14     | 37     | 39     | -2 |

### Statistiche dei giocatori[2]
| Giocatore       | Serie C1 | Serie C1 | Coppa Italia Semiprofessionisti | Coppa Italia Semiprofessionisti | Totale   | Totale |
| Giocatore       | Presenze | Reti     | Presenze                        | Reti                            | Presenze | Reti   |
| --------------- | -------- | -------- | ------------------------------- | ------------------------------- | -------- | ------ |
| G. Biasio       | 10       | 0        | ?                               | ?                               | 10+      | 0+     |
| P. Cariati      | 30       | 3        | ?                               | ?                               | 30+      | 3+     |
| M. Corsi        | 14       | 0        | ?                               | ?                               | 14+      | 0+     |
| P. D'Este       | 1        | 0        | ?                               | ?                               | 1+       | 0+     |
| P. De Gennaro   | 27       | 4        | ?                               | ?                               | 27+      | 4+     |
| S. Diaferio     | -        | -        | ?                               | ?                               | 0+       | 0+     |
| E. Di Benedetto | 18       | 0        | ?                               | ?                               | 18+      | 0+     |
| P. Ferla        | 17       | 0        | ?                               | ?                               | 17+      | 0+     |
| L. Filadi       | 7        | ?        | ?                               | ?                               | 7+       | ?      |
| A. Gravante     | 18       | 2        | ?                               | ?                               | 18+      | 2+     |
| G. Guerrato     | 20       | 1        | ?                               | ?                               | 20+      | 1+     |
| F. Inselvini    | 21       | 2        | ?                               | ?                               | 21+      | 2+     |
| V. Iosche       | 28       | 0        | ?                               | ?                               | 28+      | 0+     |
| D. La Mura      | 6        | 0        | ?                               | ?                               | 6+       | 0+     |
| V. Laveneziana  | 29       | ?        | ?                               | ?                               | 29+      | ?      |
| D. Lugheri      | 25       | 4        | ?                               | ?                               | 25+      | 4+     |
| F. Marchini     | 15       | 2        | ?                               | ?                               | 15+      | 2+     |
| F. Merafina     | 31       | 1        | ?                               | ?                               | 31+      | 1+     |
| M. Patat        | 13       | 0        | ?                               | ?                               | 13+      | 0+     |
| I. Perissinotto | 30       | 4        | ?                               | ?                               | 30+      | 4+     |
| A. Petrella     | 15       | 2        | ?                               | ?                               | 15+      | 2+     |
| A. Rondon       | 23       | 3        | ?                               | ?                               | 23+      | 3+     |
| D. Tanzi        | 7        | 0        | ?                               | ?                               | 7+       | 0+     |